# دانوان
دانُوِن (انگلیسی: Donovan؛ زادهٔ ۱۰ مهٔ ۱۹۴۶) خواننده-ترانه‌سرا، گیتارنواز و آهنگساز اهل بریتانیا است. او در دهه ۱۹۶۰ میلادی با سبک خاص و متمایزش که آمیزه‌ای از فولک، پاپ، جاز، سایکدلیا و موسیقی ملل (به‌ویژه موسیقی کالیپسو) بود، به شهرت رسید و تک‌آهنگ‌های پرطرفدارش، «چنگ‌زدن به باد» (Catch the Wind)، «رنگ‌ها» (Colours)، «سرباز جهانی» (Universal Soldier) و «سوپرمن آفتابی» (Sunshine Superman) در سال ۱۹۶۵ چارت‌های بریتانیا و آمریکا را درنوردید.
با اوج‌گیری پانک‌راک در دهه‌های ۱۹۷۰ و ۱۹۸۰ اجراهای هیپیوار داناوان با بی‌توجهی و بعضاً تمسخر منتقدان روبرو شد و شهرتش رو به افول گذارد، اما مجدداً در دهه ۱۹۹۰ با ظهور سبک رِیو (Rave) بریتانیا احیا شد.
نام داناوان در سال ۲۰۱۲ به تالار مشاهیر راک اند رول و در سال ۲۰۱۴ به تالار مشاهیر ترانه‌سرایی وارد شد.